# Hans-Werner Prahl
Hans-Werner Prahl (* 3. Oktober 1944 in Nusse; † 23. November 2024) war ein deutscher Soziologe und Hochschullehrer.

## Leben
Hans-Werner Prahl studierte an der Universität Kiel, der Universität Münster und der Universität Bielefeld Soziologie, Volkswirtschaftslehre und Geschichte. In Münster legte er die Prüfung zum Diplom-Soziologen ab, einer seiner Prüfer war Lars Clausen. Dem folgte er 1971 als wissenschaftlicher Mitarbeiter an die Universität Kiel. Dort wurde er 1975 mit einer Arbeit über „Gesellschaftliche Funktionen von akademischen Abschlussprüfungen und Graden“ promoviert. Nach seiner Habilitation an der Universität Osnabrück wurde er 1982 zum Privatdozenten und 1984 zum Akademischen Rat am soziologischen Institut der Universität Kiel ernannt. Zehn Jahre später wechselte er auf eine Professorenstelle für Soziologie an der Erziehungswissenschaftlichen Fakultät der Universität Kiel (ehemals Pädagogische Hochschule). Nach Auflösung der Erziehungswissenschaftlichen Fakultät, wurde er an die Universität Flensburg versetzt. Dort war er Direktor des Instituts für Soziologie, bis er 2007 an die Universität Kiel zurückkehrte, wo er bis zu seiner Emeritierung 2012 als Soziologieprofessor am Institut für Pädagogik lehrte.
Er publizierte u. a. zur Soziologie der Hochschulprüfungen, der Ernährung, der Freizeit und zur Alterssoziologie. Außerdem war er maßgeblich an der Aufarbeitung der nationalsozialistischen Vergangenheit der Kieler Universität beteiligt.
Neben seinen akademischen Aufgaben als Hochschullehrer und seinen soziologischen Forschungen betrieb Prahl auch Erkundungen zu Gartenzwergen, was zwar medialen Aufmerksamkeit erzeugte, in seinen wissenschaftlichen Publikationen und Veranstaltungen aber keine Aufnahme fand.

## Publikationen (Auswahl)
- Hochschulprüfungen, Sinn oder Unsinn? Sozialgeschichte und Ideologiekritik der akademischen Initiationskultur, München: Kösel, 1976, ISBN 3-466-30164-5
- Freizeitsoziologie. Entwicklung, Konzepte, Perspektiven. Kösel, München 1977, ISBN 3-466-32006-2.
- Prüfungsangst. Symptome, Formen, Ursachen, München: Nymphenburger Verlagsanstalt, 1977, ISBN 3-485-01839-2
- (mit Ingrid Schmidt-Harzbach): Die Universität. Eine Kultur- und Sozialgeschichte. Bucher, München 1981, ISBN 3-7658-0367-7.
- Sozialgeschichte des Hochschulwesens, München: Kösel, 1984, ISBN 3-466-32010-0
- (mit Albrecht Steinecke): Der Millionen-Urlaub. Von der Bildungsreise zur totalen Freizeit. Institut für Freizeitwissenschaft und Kulturarbeit, Bielefeld 1989, ISBN 3-926499-13-3.
- UNI-Formierung des Geistes – Universität Kiel und der Nationalsozialismus. Band I. Hrsg., Malik Regional Verlag, Kiel 1995, ISBN 3-933862-20-5.
- UNI-Formierung des Geistes. Band II. Mit Hans Ch. Petersen + Sönke Zankel, Schmidt & Klaunig, Kiel 2007, ISBN 3-88312-413-3.
- (mit Klaus R. Schroeter), Soziologie des Alterns, Paderborn: UTB Schöningh, 1996, ISBN 3-8252-1924-0
- (mit Monika Setzwein),Soziologie der Ernährung, Opladen: Leske + Budrich, 1999, ISBN 3-8100-2005-2
- (mit Klaus R. Schroeter), Soziologisches Grundwissen für Altenhilfeberufe, Weinheim: Beltz, 1999, ISBN 3-407-55818-X
- Soziologie der Freizeit, Paderborn: UTB Schöningh, 2002, ISBN 3-8252-8228-7
- Kieler Pädagogik im Nationalsozialismus. In: Pädagogik als Disziplin und Profession – Historische Perspektiven auf die Zukunft. Beiträge zum 350. Jubiläum der Christian-Albrechts-Universität zu Kiel, hrsg. v. Manfred Böge und Marc Fabian Buck. Berlin: Peter Lang, 2019. S. 107–119. ISBN 978-3-631-67320-1